# John Grieb
John William Grieb (Filadèlfia, Pennsilvània, 19 de novembre de 1879 - Filadèlfia, 10 de desembre de 1939) va ser un gimnasta i atleta estatunidenc que va competir a cavall del segle xix i el segle xx.
El 1904 va prendre part en els Jocs Olímpics de Saint Louis, on guanyà dues medalles: la d'or en la prova per equips del programa de gimnàstica, com a membre de l'equip Philadelphia Turngemeinde al costat de Philip Kassel, Anton Heida, Max Hess, Ernst Reckeweg i Julius Lenhart; i la de plata en el triatló del programa d'atletisme. També disputà el decatló, on fou sisè i les proves gimnàstiques del concurs complet i el triatló, on fou 52è i 90è respectivament.